# تاش‌بورون (قراقویونلو)
تاش‌بورون (به ترکی استانبولی: Taşburun) یک منطقهٔ مسکونی در ترکیه است که در قراقویونلو (ایغدیر) واقع شده‌است. تاش‌بورون ۱٬۹۰۸ نفر جمعیت دارد و ۸۴۰ متر بالاتر از سطح دریا واقع شده‌است.